# Ljustjärnen (Ramsjö socken, Hälsingland, 689860-149980)
Ljustjärnen är en sjö i Ljusdals kommun i Hälsingland och ingår i Delångersåns huvudavrinningsområde.